# Horacio Casares
Ignacio Andrés Mobilio más conocido con los nombres artísticos de Horacio Casares y de Rafael Hidalgo (Villa Crespo, Buenos Aires, Argentina; 26 de septiembre de 1932 - Ibídem; 25 de agosto de 2009) fue un cantante de tango y boleros argentino.

## Carrera
Se inició cantando tangos con el seudónimo de Horacio Casares, ganando en 1948 un concurso para voces jóvenes en el Café Marzotto de la Calle Corrientes. Luego cantó con el Cuarteto Los Ases, con el conjunto de Enrique Bardi (quien lo presentaba como "El galán cantor") y en 1954 con la Orquesta Símbolo Osmar Maderna, dirigida por Aquiles Roggero. Actúan en Radio El Mundo, en el mítico programa Glostora Tango Club. Fueron sus compañeros Jorge Durán y luego Tito Dávila y Jorge Hidalgo. Permaneció en esta orquesta entre 1954 y 1958, dejando 8 registros para el sello Pampa. Uno de ellos con gran éxito: Llamame amor mío.
Se consagró en 1958 con la famosa Orquesta de Carlos Di Sarli, una de las mejores orquestas de todos los tiempos. Siendo el último cantor del Señor del Tango. A mediados de los 60's interpretó el tango La luna, el cielo y tú, que lo hizo  conocido cuando rondaba los 30.
Realiza giras por todo el país, visitando ,además, con mucha frecuencia Perú, Chile, Uruguay, México y Brasil.
Como Rafael o Raphael Hidalgo interpretó temas melódicos y tropicales, con algunos éxitos como Cicerón Cha Cha Cha y Cuándo, Cuándo, Cuándo, para luego volver al género del tango. Su éxito lo logró al cantar canciones de la nueva Ola. También reemplazó brevemente a la primera voz del grupo Los Bonaerenses, Osvaldo Ramos, durante la década de 1960.
A partir de 1970 continúa una importante y variada labor discográfica con diferentes formaciones. Para el sello Magenta graba 12 temas (1970), en Music Hall (1972) 2 temas acompañado por la orquesta de Horacio Malvicino. En 1973 sale un larga duración (12 temas) con el acompañamiento del cuarteto de Miguel Nijensohn. También graba con las orquestas de Jorge Dragone, Rubén Sosa, Ángel Cicchetti, Lito Scarso, Alberto Di Paulo, Lucio Milena y Víctor D'Amario. En su estadía en Perú (1982) graba un L.P. compuesto íntegramente por valses peruanos, con acompañamiento de guitarras.
Luego de su paso por el género melódico-tropical retorna al tango, grabando en discos Magenta, secundado por el bandoneón de Pini, la guitarra de Cerini y bajo de Piñeiro. En sus últimos años hizo varias presentaciones en lugares como La Casona de Vicente, donde interpretó esos tangos que lo hicieron popular en su momento .
En el cine se lo pudo ver en 1975, con la película El pibe cabeza, con la dirección de Leopoldo Torre Nilsson, protagonizada por Alfredo Alcón, José Slavin, Egardo Suárez, Raúl Lavié y Emilio Alfaro.
Falleció el 25 de agosto de 2009 a los 74 años de edad luego de una larga enfermedad.

## Filmografía
- 1975: El pibe cabeza.

## Televisión
- 1965: Casino Phillips.
- 1970: El Special.
- 1977: Grandes Valores del Tango.

## Temas interpretados
- Indio Manso (1958)
- Una fija (1958)
- El jaguel (1958)
- Hasta siempre amor.[5]
- Llámame amor mío
- Lloremos
- Flor de lino
- Duerme mi amor
- La luna, el cielo y tú.
- Cicerón Cha Cha Cha.
- Cuándo, Cuándo, Cuándo.
- El Manotón.
- Pancha calma
- Mensajero
- Envidias
- Siete notas
- No la traigas
- Un desolado corazón
- Cuando llegue el Fin del Mundo.